# مهدی فصیحی هرندی
مهدی فصیحی هرندی (متولد ۱۳۵۱) محقق حوزهٔ سیاست‌گذاری انرژی و دیپلماسی آب و پژوهشگر مرکز بررسی‌های استراتژیک است. او دانش‌آموختهٔ دورهٔ دکتری حکمرانی و سیاستگذاری دانشگاه دلفت است.

## دیدگاه‌ها
فصیحی با توجه به چالش‌های بحران آب در ایران به تغییر رویکرد نسبت به حکمرانی آب تأکید دارد.
او معتقد است در حوزهٔ مدیریت مسائل آب در ایران، عموماً بر تکنیک‌ها و راه‌حل‌های طبیعی تمرکز می‌شود و زمینه‌های مربوط به علوم انسانی نظیر جنب‌های سیاسی، فرهنگی، ارزشی، اخلاقی و اجتماعی نادیده گرفته می‌شوند.
فصیحی وضعیت مطلوب حکمرانی آب را وضعیتی می‌داند که در آن دولت (state) تسهیل‌گر باشد و وظیفه کنترل و نظارت داشته باشد، اما اکنون در بحث مدیریت آب، دولت همه‌کاره است؛ تصمیم‌سازی، تصمیم‌گیری، اجرا، نظارت، کنترل و غیره در دست دولت است و مردم نقش و جایگاهی در حکمرانی آب و آبخیزداری ندارند. «مشارکت اجتماع» در پروژه‌های آبی حتی در پروژه‌های آبخیزداری به‌صورت «مشارکت پیمانکاری» تعریف شده، یعنی مردم بیایند کمک کنند تا تصمیمی که از بالا گرفته شده اجرا شود. این در حالی است که ممکن است این تصمیمی که از بالا گرفته شده‌است، هیچ سنخیتی با اجتماع نداشته باشد.
فصیحی معتقد است فشردگی و چالش‌های مسائل آب با قانون‌گذاری جدید و بی‌رویه حل نمی‌شود؛ در دهه‌های گذشته به‌دلیل خشکسالی مسائل آب‌مان وخیم‌تر شده‌است و برای هر مسئله، تصمیمات پرشماری اتخاذ شده که که روی هم تلنبار شده و مشکلات را هم حل نکرده‌اند. از نظر فصیحی، نظام حکمرانی آب در ایران دچار معضل بیش‌قانونگذاری است که ساختار نظارت بر قوانین را تضعیف و رابطه علی‌ومعلولی بین قانون و اهدافش را نابود کرده‌است.
او بر این باور است که در ایران به‌جای تغییر رویکرد، مسئولان به ارائهٔ آمار و عملکرد خود می‌پردازند، حال‌آنکه این اعداد تصویری از آینده به ما نمی‌دهد.
فصیحی در فروردین ۱۳۹۷ طی مناظره‌ای در شبکه یک در برابر مسعود تجریشی (مدیر برنامه‌ریزی و تلفیق دریاچه ارومیه) و سید مرتضی موسوی (نماینده وزارت نیرو در ستاد احیا) به نقد رویکرد سازه‌ای نسبت به احیای دریاچه ارومیه پرداخت. او اظهار داشت که مسئلهٔ اصلی دریاچه ارومیه، ابعاد اجتماعی است اما مدیران ستاد احیا همچنان بر روش‌های سازه‌ای تأکید دارند.
فصیحی دربارهٔ مدیریت منابع آبی و نشست زمین در شهر اصفهان معتقد است که مادی‌های اصفهان تحت عنوان «ساماندهی» و با استفاده از پوشش‌های بلوکی و مالون‌چینی، کارکرد و نفوذپذیری‌شان را از دست داده‌اند. به این ترتیب، رواناب‌های شهر به جای اینکه آب‌های زیرزمینی را تغذیه کند، از بین می‌رود و تبخیر می‌شود؛ لذا اقدامات شهرداری اصفهان در بحث ساماندهی مادی‌ها بیشتر آسیب بوده‌است تا احیا.
فصیحی آسیب‌های الگوی فعلی حکمرانی بر منابع آب را چنین برمی‌شمرد: تصمیم‌گیرندگان متمایل به دوری از بروز مناقشه زیست محیطی، اجتماعی و سیاسی هستند ولی باید متوجه باشند که راهکار‌های دستوری و پادگانی در مساله حقوق آب نمی‌تواند موثر باشد و در یک کلام حقوق آب با تحکم و اجبار دست یافتنی نیست.
در مرداد ۱۴۰۴ هرندی به بحران آب اشاره کرد و ادعا کرد که «ما الان به ورطه «روز صفر آب» افتاده‌ایم؛ بعضی‌ها فکر می‌کنند روز صفر یعنی خشکی سد تا بتوان کف آن را جارو کرد؛ نه، این‌طور نیست. روز صفر یعنی سطح آب به حدی برسد که آب‌گیر سد دیگر نتواند آب را به تصفیه‌خانه منتقل کند.» هرندی انگشت اتهام را متوجه رژیم می‌کند به این دلیل که سال‌ها از وضعیت آب و هشدارهای کارشناسان غفلت کرده‌اند «ما هیچ درسی از گذشته نمی‌گیریم و هیچ هشداری در خصوص کاهش منابع آبی از طرف کارشناسان متخصص در حوزه آب، برای نظام تدبیر کشور معنادار نمی‌شود... پیش‌بینی وضعیت فعلی آب ایران و بحرانی شدن آن نبوغ نمی‌خواست و نیاز نبود که نوستراداموس باشیم؛ مثل روز روشن بود که این اتفاق می‌افتد.» همچنین او توضیح داد که حتی اگر مقامات رژیم ادعا می‌کنند که جیره‌بندی آب وجود ندارد، در عمل رژیم اقدامات جیره‌بندی را به کار می‌گیرد چرا که فشار آب در شیرآلات را کاهش داده‌اند و آب کمتری به شیرآلات خانه‌های شهروندان می‌رسد.